# Aulon (Górna Garonna)
Aulon – miejscowość i gmina we Francji, w regionie Oksytania, w departamencie Górna Garonna.
Według danych na rok 1990 gminę zamieszkiwały 434 osoby, a gęstość zaludnienia wynosiła 29 osób/km² (wśród 3020 gmin regionu Midi-Pireneje Aulon plasuje się na 643. miejscu pod względem liczby ludności, natomiast pod względem powierzchni na miejscu 767.).